# 西上秋間
西上秋間（にしかみあきま）は、群馬県安中市の地名。郵便番号は379-0101。面積は11.02km2(2010年現在)。

## 地理
碓氷川の支流である九十九川に注ぐ秋間川の上流域に位置している。東側に秋間梅林があり、北に茶臼山がそびえている。

### 河川
- 秋間川

### 山岳
- 茶臼山

## 歴史
江戸時代末期からある地名だった。上秋間村が西上秋間村と東上秋間村に分村して成立した。はじめは安中藩領であり、天和元年に幕府領代官高室氏が支配し、貞享元年に旗本喜多見氏領となり、元禄元年からは幕府領代官高室氏が支配し、同5年から旗本米倉氏領だった。

### 年表
- 1889年4月1日 町村制施行により、西上秋間村は東上秋間村、中秋間村、下秋間村と合併して秋間村が成立する。
- 1955年3月1日 秋間村は、（旧）安中町、原市町、磯部町、東横野村、板鼻町、岩野谷村、後閑村と合併して安中町となる。そのため、安中町西上秋間となる。
- 1958年11月1日 市制施行により、安中町は安中市となる。そのため安中市西上秋間となる。

## 世帯数と人口
2017年（平成29年）7月31日現在の世帯数と人口は以下の通りである。
| 大字     | 世帯数  | 人口  |
| -------- | ------- | ----- |
| 西上秋間 | 142世帯 | 331人 |

## 教育
市立小・中学校に通う場合、学区は以下の通りとなる。
| 番地 | 小学校             | 中学校             |
| ---- | ------------------ | ------------------ |
| 全域 | 安中市立秋間小学校 | 安中市立第一中学校 |

## 交通

### 鉄道
同町に鉄道駅はない。

### 道路
国道は通っておらず、県道は群馬県道122号八本松松井田線が通っている。

## 施設
- 秋間梅林
- 群馬フラワーハイランド

## 避難所
指定緊急避難場所
- 1区3班集会所[6]

指定避難所
町内に安中市から指定された避難所は無いため、秋間地区の別の町の避難所に避難することとなる。